# Smashed
Smashed è un film del 2012 diretto da James Ponsoldt.
Film drammatico statunitense sceneggiato da Susan Burke e dallo stesso regista Ponsoldt.

## Trama
Kate e Charlie, una giovane coppia sposata, hanno entrambi problemi di alcolismo. Quando lei decide di smettere di bere e di unirsi agli Alcolisti Anonimi, cominciano a nascere problemi tra i due.